# 3-я авиаполевая дивизия
3-я авиаполевая дивизия (нем. 3. Luftwaffen-Felddivision) — тактическое соединение ВВС нацистской Германии.

## История
Дивизия сформирована летом 1942 года.
В 1943 г. в составе дивизии был сформирован 3-й артиллерийский полк, в котором имевшийся артиллерийский дивизион стал 3-м дивизионом, зенитный дивизион — 4-м дивизионом, а противотанковый дивизион — 5-м дивизионом. 1 ноября дивизия была передана в состав армии, но 12 февраля 1944 г. после тяжёлых потерь под Витебском, в ходе Витебской наступательной операции РККА, 3-я авиаполевая дивизия была расформирована, а её личный состав передан 6-й авиаполевой дивизии. Штаб дивизии, 1-й и 2-й батальоны были использованы для формирования 51-го егерского полка 6-й авиаполевой дивизии. 1-й дивизион 3-го артиллерийского полка стал новым 3-м дивизионом 6-го артиллерийского полка, 2-й дивизион 3-го артиллерийского полка — 3-м дивизионом 4-го артиллерийского полка. 4-й (зенитный) дивизион был возвращён в состав ВВС и стал 1-м дивизионом 43-го зенитного артиллерийского полка.

## Состав
1942 год
- 1-й, 2-й, 3-й, 4-й батальоны (без полкового штаба)
- Противотанковый дивизион
- Артиллерийский дивизион
- Зенитный дивизион
- Инженерная рота
- Рота связи
- Части обеспечения[1]